# Geneviève Rey-Penchenat
Geneviève Rey-Penchenat est une actrice française, épouse du metteur en scène Jean-Claude Penchenat et sœur cadette d'Alain Rey. Elle a fait partie de la première compagnie du Théâtre du Soleil et ensuite du Théâtre du Campagnol et plus récemment avec le metteur en scène italien Beppe Navello.
Elle a travaillé au cinéma notamment avec Ettore Scola, Jean-Louis Lorenzi et Safy Nebbou.

## Théâtre
- 1967 : La cuisine d'Arnold Wesker, mise en scène Ariane Mnouchkine, Cirque de Montmartre (La serveuse Mado)
- 1970 : 1789, création collective du Théâtre du Soleil, mise en scène Ariane Mnouchkine, La Cartoucherie, Piccolo Teatro de Milan (Marie la misérable et autres rôles)
- 1972 : 1793, création collective du Théâtre du Soleil, mise en scène Ariane Mnouchkine, La Cartoucherie (Angèle Lafargue)
- 1977 : David Copperfield d'après Charles Dickens, mise en scène Jean-Claude Penchenat, La Cartoucherie (Mrs Micawber, Mrs Heep)
- 1978 : L'Épreuve et le legs de Marivaux, mise en scène Jean-Claude Penchenat, Festival de Lanquais, Théâtre de Sartrouville (Lisette)
- 1979 : En r'venant de l'expo de Jean-Claude Grumberg, Théâtre du Campagnol (La chanteuse Eugénie)
- 1981 : Le Bal, création collective avec le Théâtre du Campagnol (La dame en noir, la jeune fille en bleu, Madame Michalon)
- 1983 : L'Opéra de Smyrne de Carlo Goldoni, mise en scène Jean-Claude Penchenat, Théâtre du Campagnol (Annina la bolognaise)
- 1985 : La Grande-mère de Victor Hugo, mise en scène par Christine Friedel, bicentenaire de la mort de Victor Hugo, La Piscine, Châtenay-Malabry et le Métro parisien à la station Victor Hugo (La Margrave)
- 1986 : Vautrin/Balzac, mise en scène Jean Gillibert et Jean-Claude Penchenat, Théâtre du Campagnol (Madame de Bargeton, Madame de Cerisy)
- 1987 : Coïncidences d'après Goldoni, Grumberg, Marivaux, Monnier, Shakespeare et Tchekhov, mise en scène Liliane Delval et Jean-Claude Penchenat, Théâtre du Campagnol
- 1988 : Le chat botté, de Jean-Claude Grumberg d'après Ludwig Tieck, mise en scène Jean-Claude Penchenat, Théâtre du Campagnol (L'ouvreuse)
- 1988 : Intégrale des 21 pièces en un acte de Marivaux(La provinciale), mise en scène Jean-Claude Penchenat, Théâtre du Campagnol puis tournée internationale
- 1990 : 1, place Garibaldi, de et mise en scène Jean-Claude Penchenat, Théâtre de la Madeleine, Théâtre national de Nice, Théâtre des Treize Vents (Tante Élise)
- 1992 : Comédies griffues, d'après Henry Monnier, Georges Darien, Lucien Descaves et Jean-Claude Grumberg, mise en scène Jean-Claude Penchenat, Théâtre du Campagnol, La Piscine, Châtenay-Malabry (Catherine dans Les Chapons, Madame dans Les Gnoufs)
- 1993 : Le Voyage à Rome, création collective du Théâtre du Campagnol, mise en scène Jean-Claude Penchenat
- 1992 : Médor de Roger Vitrac, mise en scène Samuel Bonnafil, La Piscine Châtenay-Malabry (La bonne)
- 1993 :  Le Jeu des 7 familles, création collective du Théâtre du Campagnol, mise en scène Jean-Claude Penchenat
- 1995 : A dimanche, de Myriam Tanant, mise en scène Jean-Claude Penchenat, Théâtre du Campagnol (Madame Raoul Duval)
- 1995 : Les dimanches, de Alain Grasset, mise en scène Georges Buisson, Théâtre en appartements (Madame Raoul Duval)
- 1996 : L'uomo dal fiore in bocca, de Luigi Pirandello, mise en scène Nino Spirlì, Teatro Italia de Rome
- 1997 : Les Cédrats de Sicile, de Luigi Pirandello, mise en scène Jean-Claude Penchenat, Théâtre Silvia-Monfort (La zia Marta)
- 1997 : Suite sans titre de Myriam Tanant, mise en scène par Myriam Tanant (La zia Marta)
- 1999 : La Discorde d'Olivier Dutaillis, Serge Kribus et Myriam Tanant, mise en scène Jean-Claude Penchenat, Théâtre du Campagnol
- 1999 : De la poudre... aux yeux, mise en scène Jean-Claude Penchenat, Théâtre des sources Fontenay-aux-Roses, puis tournées Tréteaux de France (Pauline Carton et autres)
- 2000 : Une petite découverte, création collective du Théâtre du Campagnol, mise en scène Jean-Claude Penchenat (La narratrice)
- 2002 : La traversée de la nuit de Geneviève de Gaulle-Anthonioz, Théâtre du Campagnol Accueil (Geneviève de Gaulle)
- 2005 : Jouliks, de Marie-Christine Lê-Huu, mise en scène de Gérald Chatelain, Théâtre des Sources (La grand-mère)
- 2007 : Goldoni/Strehler : Mémoires, de Carlo Goldoni et Giorgio Strehler, mise en scène de Giorgio Ferrara, Théâtre Montparnasse (Madame Rousseau et autres)
- 2009 : À Table ! / Gens de Maison / Je t’offre un café ?, mise en scène de Jean-Claude Penchenat, Théâtre de l'Épée de Bois
- 2010 : Il faut passer par les nuages, de François Billetdoux, mise en scène Jean-Claude Penchenat, Théâtre de l'Épée de Bois (Claire Verduret-Ballade)
- 2017/2018 : Una delle ultime sere di Carnovale, de Carlo Goldoni, mise en scène Beppe Navello, Teatro Piemonte Europa (Teatro Astra), Tortone, Gênes, Turin Vérone, Naples, Sicile  (Madame Gatteau).

## Filmographie
- 1974 : 1789 de Ariane Mnouchkine (Marie la misérable et autres rôles)
- 1977 : Heinrich de Helma Sanders-Brahms (Une prostituée au Palais Royal, une sectionnaire)
- 1977 : Pour Clémence de Charles Belmont (La patronne du restaurant)
- 1978 : Molière de Ariane Mnouchkine (La femme au pain)
- 1980 : En r'venant d' l'expo (TV) de Nat Lilienstein (La chanteuse Eugénie )
- 1983 : Le Bal de Ettore Scola (La dame en noir, la jeune fille en bleu, Madame Michalon, la femme du monde dans le bal 1936)
- 1988 : Un médecin des lumières (TV) de René Allio (La servante de la meunière)
- 1996 : L'Orange de Noël (TV) de Jean-Louis Lorenzi (Emma Berthier l'institutrice)
- 2001 : L'Ami Fritz (TV) de Jean-Louis Lorenzi (Katel)
- 2003 : Louis Page (épisode : L'orphelin) de Jean-Louis Lorenzi
- 2004 : Le Cou de la girafe de Safy Nebbou
- 2005 : Le bal des célibataires (TV) de Jean-Louis Lorenzi (Emma Berthier l'institutrice)
- 2007 : Pars vite et reviens tard de Régis Wargnier
- 2008 : L'Empreinte de l'ange de Safy Nebbou (La pharmacienne)